# Muse Watson
Muse Watson, född 20 juli 1948 i Alexandria, Louisiana, är en amerikansk skådespelare. 
Watson spelade Ben Willis i Jag vet vad du gjorde förra sommaren och har haft en återkommande gästroll i NCIS.

## Filmografi (urval)
- 1990 – Mardrömmen
- 1993 – Matlock (TV-serie) (2 avsnitt)
- 1993 – Sommersby
- 1995 – Alla talar om Grace
- 1995 – Dödligt möte
- 1997 – Jag vet vad du gjorde förra sommaren
- 1997 – Lolita
- 1998 – Jag vet fortfarande vad du gjorde förra sommaren
- 1999 – Austin Powers: The Spy Who Shagged Me
- 1999 – From Dusk Till Dawn 2
- 1999 – Morgan's Ferry
- 1999 – På heder och samvete (TV-serie) (1 avsnitt)
- 1999 – Walker, Texas Ranger (TV-serie) (2 avsnitt)
- 2001 – American Outlaws
- 2002 – Hollywood Vampyr
- 2003 – The Last Cowboy
- 2004 – Dead Birds
- 2005–2006 – Prison Break (TV-serie) (191 avsnitt)
- 2006 – Close to Home (TV-serie) (1 avsnitt)
- 2006–2017 – NCIS (TV-serie) (20 avsnitt)
- 2007 – Criminal Minds (TV-serie) (1 avsnitt)
- 2007 – Ghost Whisperer (TV-serie) (1 avsnitt)
- 2009 – Cold Case (TV-serie) (1 avsnitt)
- 2009 – Icarly (TV-serie) (1 avsnitt)
- 2009 – Stellina Blue
- 2009 – The Mentalist (TV-serie) (1 avsnitt)
- 2009 – TiMER
- 2009 – Between the Sand and the Sky
- 2009 – White Lightnin'
- 2010 – Castle (TV-serie) (1 avsnitt)
- 2010 – Small Town Saturday Night
- 2010 – The Presence
- 2011 – The Lamp
- 2012 – Meeting Evil
- 2012 – Of Silence
- 2013 – The Last Exorcism Part II
- 2014 – Justified (TV-serie) (1 avsnitt)